# Emauzský kostel (Mnichov)
Emauzský kostel (německy Emmauskirche) je evangelicko-luteránská církevní stavba v mnichovské čtvrti Harlaching. Je pojmenován podle biblického místa Emauzy. Kostel postavil v roce 1964 architekt Franz Lichtblau a vymaloval jej v roce 1970 Hubert Distler. Obraz Poslední večeře v rozetovém okně nad oltářem je dílem Rudolfa Büdera. Varhany postavil v roce 1969 Wilhelm Stöberl. Má 23 rejstříků na dvou manuálech a pedálu.